# Gabrielina Huť
Gabrielina Huť, auch Gabrielka (deutsch Gabrielahütten) ist ein aufgelassener Ort in Tschechien. Sein Kataster mit einer Fläche von 1192,9823 ha gehört zur Gemeinde Kalek.

## Geographie
Auf dem Weg von Brandov (Brandau) entlang der Staatsgrenze, die Natzschung (Načetínský potok) flussaufwärts, befindet sich nach 4 Kilometern an der Einmündung des Tölzschbaches (Telčský potok) eine Lichtung. Anhand der touristischen Zeichen wird erkennbar, dass sich an dieser Stelle in von 585 Meter ü. M. früher das Industriedorf Gabrielahütten befand. 

## Geschichte

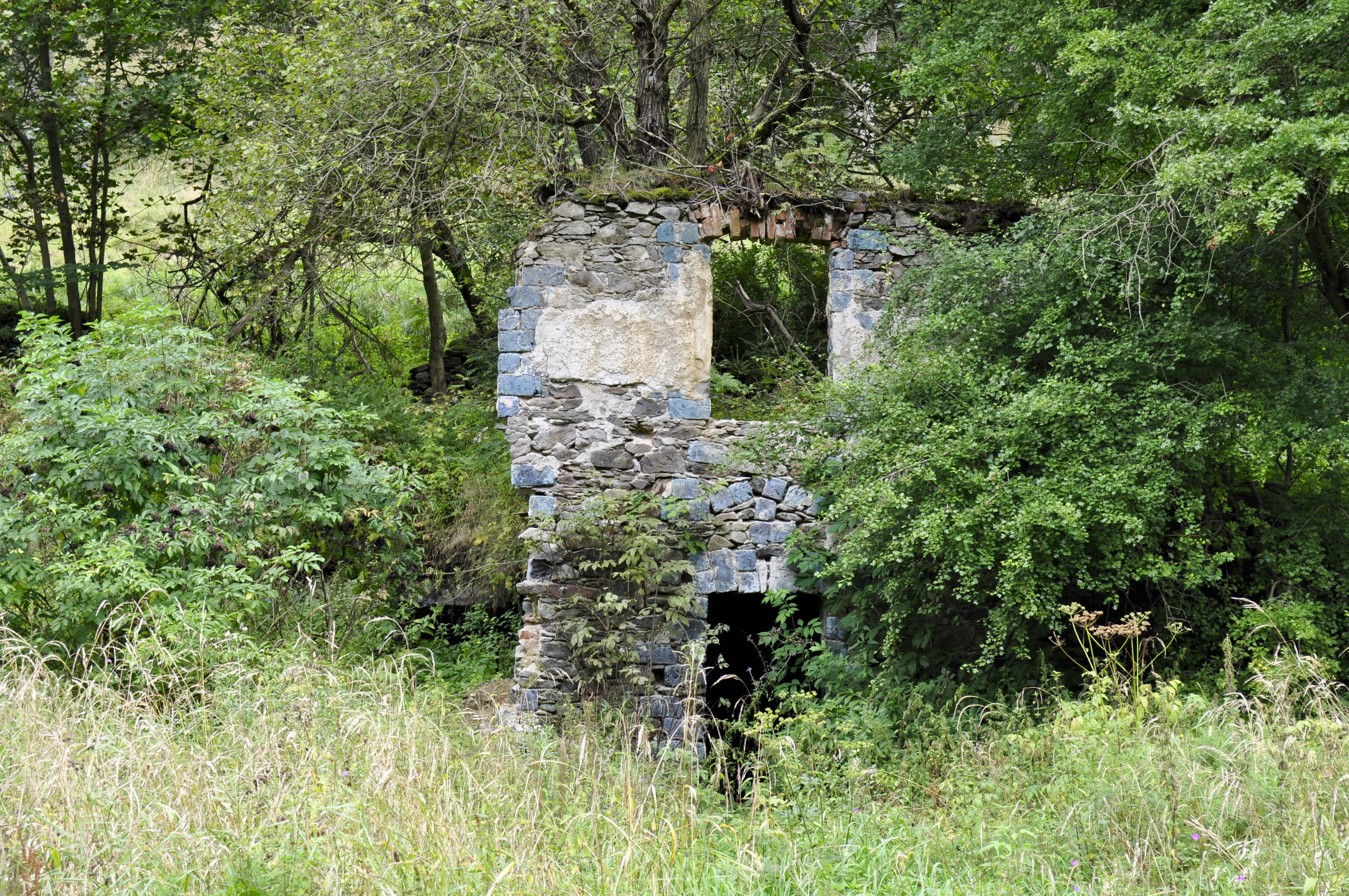
Ruine eines Hauses in Gabrielina Huť

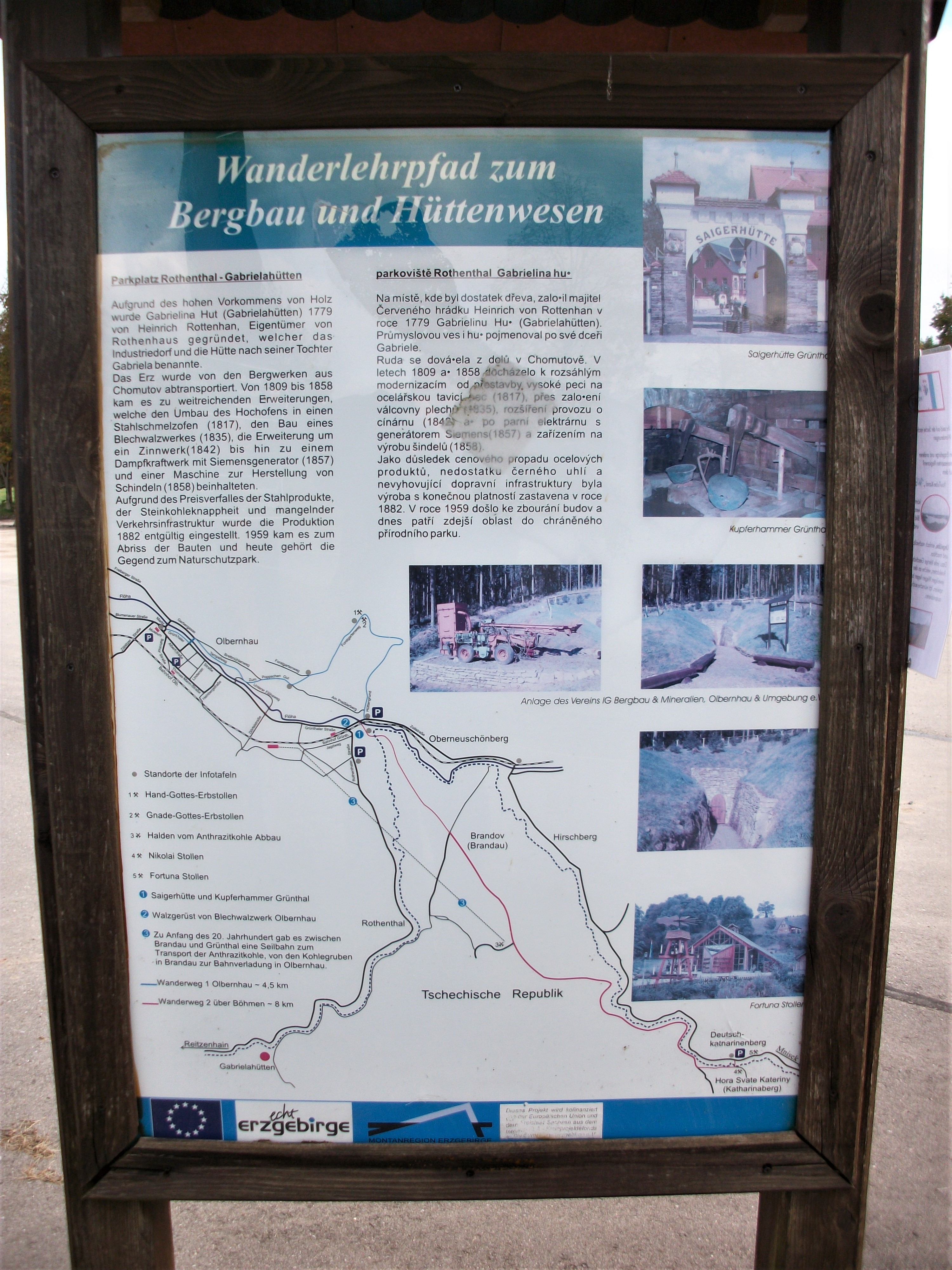
Bergbaulehrpfad Olbernhau, Infotafel Gabrielahütten (Gabrielina Huť) am Parkplatz Rothenthal

Gabrielahütten wurde von Heinrich Franz von Rottenhan, Eigentümer von Rothenhaus, 1779 gegründet, der hier eine neue Eisenhütte erstellte. Zu Ehren seiner Tochter Gabriela benannte er nicht nur die Hütte, sondern auch das Dorf. In einigen verstreuten Häusern lebten hier zuvor Köhler und Waldarbeiter. Zuvor bestand hier schon der Ort Töltsch (Telč), dessen Ursprung auf 1632 datiert wird. 1780 wurde auch die Thunstraße (Thunská silnice) nach  Rudelsdorf gebaut, die Straße nach Brandau erst 1833. Ab 1869 war das Dorf Ortsteil von Kallich; nach 1938 kam es zu Brandau. 
Grund für den Bau der Hütte war das hohe Vorkommen von Holz. 1749 wurde wegen Wassermangels in Kallich das dortige Werk teilweise hierher verlegt. Das Erz wurde von den Bergwerken aus dem nordwestlichen Teil Komotaus antransportiert. Das hiesige Werk hatte lange Zeit nur einen Hammer für die Eisenbearbeitung. 1809 kam es zu großen Veränderungen. Gabriela heiratete Georg Franz August von Buquoy. Dies war ein sehr gebildeter Mann, der in seinem Herrschaftsbereich die Entwicklung der Industrie förderte. Das Werk wurde erweitert und damit auch die Kapazitäten. Im Werk integriert war auch eine Aufbereitungsanlage zur Verarbeitung von Farbabfällen.
Gabrielina Huť hatte einen Hochofen, der 1817 in einen Stahlschmelzofen umgebaut wurde, eine Erzpresse, drei Stangenhämmer, Blechschere und Zinnerei. 1835 wurde ein Blechwalzwerk gebaut, das 1842 um ein Zinnwerk zur Herstellung von englischen Blankblechen erweitert wurde. Angetrieben wurden die Maschinen mit Dampf- und Wasserkraft. 1857 kam ein Dampfkraftwerk mit einem Siemens-Generator hinzu. 1858 wurde eine Maschine zur Herstellung von Schindeln installiert.
1864 übernahm Gräfin Isabella Trauttmannsdorf, geborene Buquoy die Werke. Durch die Konkurrenz der Stahlwerke in Kladno und Mährisch Ostrau kam es um 1860 zum Preisverfall der Stahlprodukte. Hinzu kam die Knappheit an Steinkohle. Auch die Verkehrsinfrastruktur bereitete immer größere Sorgen. Die Produktion sank ständig. 1867 wurde im Werk Gabrielahütten die Produktion eingestellt, ein Jahr später auch in Kallich.
Die Gräfin verkaufte 1871 beide Werke den Eisenwerken in Komotau. Aber auch diese Eisenwerke wurden 1874 liquidiert und damit auch die Werke Kallich und Gabrielahütten. Neue Eigner versuchten später, den Betrieb wieder aufzunehmen. Es wurde auch sechs Jahre betrieben, aber dann 1882 definitiv eingestellt und die Fabrik wurde demontiert und verkauft. 1876 errichtete Karl Engelhart aus Rübenau eine Fabrik zur Herstellung grauer Wellpappe. Ein weiterer Unternehmer stellte Holzteile für Kindergewehre her. Das im Dorf befindliche Papierwerk brannte 1894 ab.
Gabrielahütten war nie ein großes Dorf, es hatte weder eine Kirche noch einen Friedhof. 1838 wurde eine Einklassenschule eingerichtet, die 1883 aufgelöst wurde. Im Dorf gab es zwei Gastwirtschaften, deren Inhaber auch eine Metzgerei und ein Handelsgeschäft betrieben. Im Sommer lohnte sich der Betrieb. Das Dorf war bei Touristen begehrt. Im Winter war das Dorf jedoch völlig von der Außenwelt abgeschnitten.
Nach der Beendigung der industriellen Produktion bleiben nur noch einige Waldarbeiter im Dorf. Die meisten siedelten nach Kallich bei Brandau um. 1945 wurde das Dorf nach der Vertreibung der deutschstämmigen Bevölkerung und der Zwangsumsiedelung der dort lebenden Tschechen nicht mehr besiedelt. Die Bauten wurden 1959 abgerissen. Die meisten Einwohner hatte das Dorf mit 275 im Jahr 1847. Die Zahl sank bis 1938 auf 122 Deutsche.
Heute gehört die Gegend zum Naturreservat Buky a javory v Gabrielce, das mit einer Fläche von 64 Hektar am 23. Oktober 2000 ausgerufen wurde. Das Reservat besteht größtenteils aus Buchen- und Ahornwäldern mit einem Alter von bis zu 180 Jahren. Es erstreckt sich über die westlichen Hänge, bis zum nördlichen Teil von Telčské údolí, in der Umgebung von Důlní vrch (704 m). Im Osten begrenzt ein Weg das Gebiet der von Rudolice v Horách bis nach Brandov führt. Südlich endet das Reservat am Gabrielin Bach.

## Entwicklung der Einwohnerzahl
| Jahr | Einwohnerzahl |
| ---- | ------------- |
| 1869 | 217           |
| 1880 | 194           |
| 1890 | 166           |
| 1900 | 184           |

| Jahr | Einwohnerzahl |
| ---- | ------------- |
| 1910 | 176           |
| 1921 | 141           |
| 1930 | 151           |
| 1950 | 0             |

## Söhne und Töchter des Ortes
- Friedrich Balling (1803–1859), österreichischer Chemiker und Hüttendirektor
- Karl Josef Napoleon Balling (1805–1868), österreichischer Chemiker und Rektor des  Polytechnikum in Prag